# Vârfu Câmpului
Vârfu Câmpului là một xã thuộc hạt Botoșani, România. Dân số thời điểm năm 2002 là 3908 người.